# Oorlog en Vrede in de Westhoek
Oorlog en Vrede in de Westhoek (OVW) is een overkoepelende organisatie die in 2002 werd opgericht door de provincie West-Vlaanderen ter aansturing van alle initiatieven die binnen de Westhoek plaatsvinden over de Eerste Wereldoorlog. De organisatie is gehuisvest in het Streekhuis Esenkasteel in Diksmuide.
De organisatie coördineert onder meer het wetenschappelijk onderzoek, educatie rond oorlog en vrede, en de toeristische ontsluiting van de oorlogssites.

## Bestuur
De provincieraad van West-Vlaanderen is verantwoordelijk voor het beleidskader en het beschikbaar maken van de nodige financiële middelen, de deputatie is belast met de dagelijkse uitvoering van het beleidskader.
De toekenning van de provinciale subsidies “Oorlog en Vrede in de Westhoek” gebeurt door een adviesgroep die bestaat uit leden van de provinciale diensten, aangevuld met vertegenwoordigers van Westtoer en Toerisme Vlaanderen.

## Beleidsthema's
Het beleidsplan 2008-2013 voorzag een werking die is geclusterd rond vijf beleidsthema's.

### Wetenschappelijk onderzoek
Het wetenschappelijk onderzoek is opgesplitst in een aantal pijlers:
- inventarisatie van alle materiële relicten van de Eerste Wereldoorlog, bv. bunkers, bomkraters, tunnels, ...
- publiceren: zowel wetenschappelijk onderzoek, als het bijhouden van de website
- beschikbaar maken van informatie, bv. door samenwerking tussen documentatiecentra
- ondersteuning van musea, bv. bij het vaststellen van de langetermijnvisie, waarbij bv. wordt getracht overlap te vermijden door verschillende musea een complementaire invulling te geven

### Zorg voor het erfgoed
Sinds 2002 is "Westhoek. Relicten van de Eerste Wereldoorlog" opgenomen op de indicatieve lijst van het werelderfgoed van UNESCO.
OVW tracht ervoor te zorgen dat de talrijke oorlogsrelicten in de Westhoek niet alleen geïnventariseerd worden, maar ook zoveel mogelijk bewaard, gerestaureerd en beschermd worden.

### Cultuurtoeristische valorisatie
De toeristisch netwerk wordt opgebouwd uit vijf verschillende niveaus: instappunten, onthaalpunten, ankerpunten, relictpunten en routes/tochten.
De centrale punten zijn de belangrijkste en moeten de instap worden waar bezoekers die geïnteresseerd zijn in de oorlogsgeschiedenis hun bezoek beginnen. Er moeten op termijn drie centrale punten komen, waarvan In Flanders Fields momenteel het enige punt is dat werd gerealiseerd.
Onthaalpunten zijn kleiner van schaal, en eerder gericht op de lokale omgeving. Een voorbeeld hiervan is het Memorial Museum Passchendaele 1917.
Ankerpunten zijn plekken die lokaal het landschap innemen, en die vaak grote aantallen bezoekers aantrekken, zoals de Dodengang, de militaire begraafplaatsen zoals de Deutscher Soldatenfriedhof Hooglede.
Relictpunten tot slot zijn de kleinere monumenten, zoals bomkraters, restanten van loopgraven, de Menenpoort, bunkers, etc.
De organisatie staat in voor het overkoepelend aansturend beheer van alle gedenkplaatsen, begraafplaatsen en militaire kerkhoven in de Westhoek.

### Leren uit de oorlog
Om de gruwelen van de oorlog nooit te vergeten wordt gewerkt rond herinneringseducatie, voornamelijk gericht op kinderen. OVW is lid van het Bijzonder Comité voor Herinneringseducatie.

### Bekendmaking “Oorlog en Vrede in de Westhoek”
De vijfde pijler tot slot is gericht op de communicatiestrategie, zodat alle doelgroepen bereikt worden.

## Overzicht musea en gedenkplaatsen

### Musea
OWV is verantwoordelijk voor de inhoudelijke aansturing van volgende musea:
- Museum aan de IJzer (Diksmuide)
- In Flanders Fields Museum (Ieper)
- Museum Hill 62 - Sanctuary Wood (Ieper)
- Museum Hooge Crater (Ieper)
- Käthe Kollwitz Museum (Koekelare)
- Lange Max Museum (Koekelare)
- Museum Pond Farm (Langemark-Poelkapelle)
- Museum Westfront (Nieuwpoort)
- Talbot House (Poperinge)
- Memorial Museum Passchendaele 1917 (Zonnebeke)

### Militaire begraafplaatsen
OWV coördineert de werking van alle militaire begraafplaatsen in de regio, waaronder het Deutscher Soldatenfriedhof Hooglede, New Irish Farm Cemetery, Lijssenthoek Military Cemetery, Deutscher Soldatenfriedhof Langemark, etc...